# Damir Džombić
Damir Džombić (Srebrenik, Bosnia y Herzegovina), 3 de enero de 1985) es un exfutbolista bosnio, naturalizado suizo. Jugaba de defensa y su primer equipo fue FC Basel, que es de Basilea.

## Selección nacional
Ha sido internacional con la selección de fútbol de Bosnia y Herzegovina sub-21.

## Clubes
| Club                      | País          | Año       |
| ------------------------- | ------------- | --------- |
| FC Basel                  | Suiza         | 2002-2004 |
| FC Wil                    | Suiza         | 2004-2005 |
| FC Basel                  | Suiza         | 2005-2007 |
| FC Vaduz                  | Liechtenstein | 2007-2010 |
| FC Aarau                  | Suiza         | 2010-     |
| FC Wil                    | Suiza         | 2011      |
| FC Schaffhausen           | Suiza         | 2011-2012 |
| FC Schötz                 | Suiza         | 2012-2013 |
| Sport Club Kriens         | Suiza         | 2013      |
| Football Club de Grenchen | Suiza         | 2013-2014 |
| FC Wangen bei Olten       | Suiza         | 2014-2016 |
| FC Brunnen                | Suiza         | 2016      |
| FC Sursee                 | Suiza         | 2016      |

- Datos: Q336476